# Грубер, Роман Ильич
Роман Ильич Гру́бер (13 декабря 1895, Киев — 24 марта 1962, Москва) — советский музыковед.

## Биография
Родился 1 (13 декабря) 1895 года в Киеве в семье банкира. Мама после родов заболела горячкой и остаток жизни провела в спецпансионате для душевно больных. После Октябрьской революции отец уехал в эмиграцию.
Учился в Киеве игре на фортепиано у Мариана Домбровского. Общее образование получал на домашних уроках, в частности у студента Г. В. Левича (отца В. Г. Левича). В гимназии учился с 6-го класса и окончил её с золотой медалью.
Переехал в Петроград, поступил учиться в Петербургское высшее коммерческое училище, окончил училище с отличием. Затем учился в Петербургской консерватории по классу фортепиано у Натальи Позняковской.
Окончил факультет истории музыки Российского института истории искусств (1922), где его учителями были, в частности, Борис Асафьев и Максимилиан Штейнберг, затем преподавал там же. С 1931 года преподаватель ЛГК имени Н. А. Римского-Корсакова, с 1935 года профессор.
Часто выезжал в зарубежные командировки, в одной из них случайно познакомился с Германом Герингом и, не зная с кем имеет дело, вступил с ним в переписку (письма свободно приходили в СССР, даже в блокадный Ленинград), получил «Майн кампф» и «Коричневую книгу».
Оставался в блокадном Ленинграде до 1943 года, получил дистрофию 2 степени.
С 1943 года в МГК имени П. И. Чайковского, с 1943 года заведовал кафедрой всеобщей истории музыки. Доктор искусствоведения (1947, диссертация «Музыкальная культура периода Ренессанса в Западной Европе»). Среди учеников — Владимир Донадзе и Елена Орлова.
Автор двухтомника «История музыкальной культуры…» (1941—1959), монографий о Р. Вагнере (1934) и Генделе (1935).
Умер 24 марта 1962 года в Москве от инсульта. Похоронен на Введенском кладбище (4 уч.).

## Труды
- 1934 — «Ацис и Галатея» Генделя. — Ленинградская филармония, 1934. — 79 с.
- 1935 — Гендель. — Изд. НИИ искусствознания, 1935. — 125 с[4].
- 1937 — Музыкальная культура древнего мира. — Музгиз, Ленинградское отделение, 1937—258 с.
- 1941—1959 — История музыкальной культуры в 2 томах:
  - История музыкальной культуры. Том 1. С древнейших времён до конца XVI века. — М.; Л.: Музгиз, 1941. 595 с[5].
  - История музыкальной культуры. Том 2. — Государственное музыкальное изд-во, 1953.
- 1960 — Всеобщая история музыки (Допущено в качестве учебного пособия для музыковедческих отделений консерваторий). — Гос. музыкальное изд-во, 1960.
- 1965 — Всеобщая история музыки. — Изд-во Музыка.
- 1967 — Музыка французской революции XVIII века. — Изд-во Музыка, 1967—441 с.

## Награды
- орден Трудового Красного Знамени (28.12.1946)